# هاوانا (ترانه کامیا کابایو)
«هاوانا» تک‌آهنگی از هنرمند اهل کوبا کامیلا کابلو است که در ۸ سپتامبر ۲۰۱۷ منتشر شد.
این تک‌آهنگ در چارت‌های کانادا، اسکاتلند، لهستان، استرالیا، بریتانیا در رتبه اول و در چارت‌های والونیا، فرانسه، فنلاند، سوئیس، پرتغال، اتریش، فلاندرز، جزو ده ترانه اول قرار گرفت.